# 密毛山梅花
密毛山梅花（学名：Philadelphus subcanus var. dubius）为虎耳草科山梅花属下的一个变种。

## 扩展阅读
- 維基物種上的相關：密毛山梅花